# Expert Opinion on Pharmacotherapy
Expert Opinion on Pharmacotherapy, abgekürzt Expert Opin. Pharmacother., ist eine wissenschaftliche Fachzeitschrift, die vom Taylor & Francis-Verlag veröffentlicht wird. Die Zeitschrift erscheint mit zwölf Ausgaben im Jahr. Es werden Übersichtsarbeiten veröffentlicht, die sich mit Pharmakotherapie beschäftigen.
Der Impact Factor lag im Jahr 2014 bei 3,534. Nach der Statistik des ISI Web of Knowledge wird das Journal mit diesem Impact Factor in der Kategorie Pharmakologie und Pharmazie an 59. Stelle von 254 Zeitschriften geführt.